# Vitex payos
Vitex payos ist eine Pflanzenart in der Familie der Lippenblütler aus dem zentralen bis östlichen und ins südlichere Afrika. Vom Kongo, Angola nach Kenia, Tansania, Sambia, Malawi bis nach Mosambik, und Simbabwe.

## Beschreibung
Vitex payos wächst als laubabwerfender, eher langsamwüchsiger Strauch oder kleiner Baum bis etwa 8–10 Meter hoch. Die bräunliche Borke ist dick und rissig bis furchig.
Die gegenständigen und gestielten Laubblätter sind handförmig zusammengesetzt mit 3 bis 5 leicht ledrigen Blättchen. Der Blattstiel ist bis zu 15 Zentimeter lang. Die unterseits hellgrünen, verkehrt-eiförmigen bis elliptischen und sitzenden bis kurz gestielten Blättchen sind bis zu 19 Zentimeter lang und bis 9,5 Zentimeter breit. Sie sind mehr oder weniger kurz behaart bis kahl sowie ganzrandig und an der Spitze abgerundet bis bespitzt oder spitz, seltener eingebuchtet. Die jungen Blättchen sind behaart und weich, sie verkahlen dann.
Es werden achselständig, kurz behaarte Blütenstände gebildet. Die kleinen, duftenden und zwittrigen Blüten sind weiß bis violett mit doppelter Blütenhülle. Der kurz gezähnte Kelch ist rostig behaart. Die mehr oder weniger feinhaarigen Kronblätter haben eine Oberlippe und eine Unterlippe. Die Oberlippe ist weiß, die Unterlippe violett.
Die rundlichen bis eiförmigen oder ellipsoiden und schwärzlichen, glatten Steinfrüchte mit beständigem Kelch sind bis 1,5–3 Zentimeter groß. Der holzige, behaarte und harte Steinkern enthält bis zu 4 Samen.

## Verwendung
Die süßen, mehligen Früchte mit ungewöhnlichem Geruch werden roh und gekocht gegessen. Sie haben einen kaffeeartigen Geruch.
Die Rinde, Blätter und Wurzeln werden medizinisch verwendet.
Das recht harte Holz kann für verschiedene Anwendung genutzt werden.